# Beatus de l'Escorial
Le Beatus de l'Escorial est un manuscrit enluminé contenant notamment un commentaire de l'Apocalypse de Beatus de Liébana, écrit et peint vers l'An Mil. Il est actuellement conservé à la bibliothèque de l'Escorial sous la cote &.II.5. 

## Historique
Le manuscrit a été écrit et peint, d'après son style, sans doute au sein du Monastère de San Millán de la Cogolla. Il est en effet d'un style très proche du Codex Aemilianensis dont la réalisation est attestée dans ce même monastère en 994. 

## Description
Contrairement aux autres manuscrits du Beatus, celui-ci ne contient pas, après les commentaires de l'Apocalypse, le traditionnel commentaire de saint Jérôme sur le Livre de Daniel. Il contient 52 miniatures. Elles sont caractérisées par de larges cadres que les dessins de la miniatures dépassent de temps à autre.